# (1200) Imperatrix
(1200) Imperatrix ist ein Asteroid des Hauptgürtels, der am 14. September 1931 vom deutschen Astronomen Karl Wilhelm Reinmuth in Heidelberg entdeckt wurde. 
Die Herkunft des Namens ist unbekannt.